# ヴァイオリンソナタ第2番 (シューマン)
ヴァイオリンソナタ第2番 ニ短調 作品121は、ロベルト・シューマンが作曲した2番目のヴァイオリンソナタである。

## 概要
1851年に前作のヴァイオリンソナタ第1番の完成から約40日を経た10月26日に着手し、それから約1週間にかけて、11月2日頃に全曲が完成された。
シューマンは前作第1番の出来にあまり満足できなかったらしく、第2番を作曲するにあたって、前作の反省点を踏まえて、2つの楽器のバランスを配慮しながら構成や統一性にも最善の注意を払って作曲を行った。
最初の初演は11月15日にデュッセルドルフで私的に行われ、その時の演奏は同地の管弦楽団のコンサートマスター、ヴィルヘルム・ヨーゼフ・フォン・ヴァジエレフスキのヴァイオリンとクララのピアノであった。一般での初演は1853年の10月29日に、デュッセルドルフのキュルテン劇場でクララのピアノとヨーゼフ・ヨアヒムによって行われている。ヨアヒムは「感情の驚くべき統一性と主題の意義から、当代の最もすぐれた作品のひとつと考える」と賞讃している。
作品は、作曲を勧めたフェルディナンド・ダヴィッドに献呈されている。

## 構成
全4楽章で構成され、演奏時間は約30分。
第1楽章 かなりゆっくりと、短くかつエネルギッシュに-生き生きと（ウン・ポコ・レントーアニマート）
ニ短調、4分の3拍子。序奏は「エネルギッシュ」な和音の連打で開始される。最初の2小節にわたる4和音の最上声部の音（ニ―イ―ヘ―ニ）は、ダーフィト(DAFD)の名に基づく音型である。主部は4分の4拍子、ソナタ形式。
第2楽章 きわめて生き生きと（モルト・アニマート）
ロ短調、8分の6拍子、ロンド形式。いわゆるスケルツォ楽章で、ピアノで始まるリズムの主部に、柔らかな歌によるトリオが2つ挿まれる。
第3楽章 静かに、素朴に（ドルチェ・センプリーチェ）
ト長調、8分の3拍子、変奏曲形式。ここではコラール『深き淵より』に基づく主題がピッツィカートのソロで奏される4つの変奏が続く。また資料によっては、主題のコラールは『讃美を受けたまえ、主イエス・キリストよ』とも言われている。
第4楽章 活発に、動きをもって（アニマート）
ニ短調、4分の4拍子、ソナタ形式。第1主題はスピード感と細かな動きが特徴のある楽章で、ヴァイオリンとピアノの掛け合いが多い。途中から落ち着いた第2主題が扱われ、再び第1主題が戻る。そして展開部、再現部と続き、コーダ（ニ長調）へと至って曲を終える。